# Sant Julià de Lòria
Sant Julià de Lòria (prononcé ˈsaɲ ʒuɫiˈa ðə ˈɫɔɾiə en catalan et ˈsaɲ ʒuliˈa ðe ˈlɔɾia localement) est une paroisse d'Andorre, située au sud du pays et bordée par la frontière espagnole. Ses habitants sont appelés les Lauredians.

## Géographie

### Localisation
Limitrophe d'Andorre-la-Vieille et d'Escaldes-Engordany, Sant Julià de Lòria est la plus méridionale des sept paroisses d'Andorre, arrosée par le Valira et son affluent le Runer qui marque une partie de la frontière avec l'Espagne. Son altitude varie de 850 à 2 600 mètres.

### Paroisses limitrophes
|  | Andorre-la-Vieille            |                    |
|  | Sant Julià de Lòria           | Escaldes-Engordany |
|  | Les Valls de Valira (Espagne) |                    |

### Subdivisions
La paroisse est formée par l'agglomération de Sant Julià de Lòria proprement dite, ainsi que par six quarts ruraux d'Auvinyà, Bixessarri, Certers, Fontaneda, Juberri et Nagol et comprend également des lieux-dits comme Aixirivall, Aixovall et Llumeneres.

## Histoire

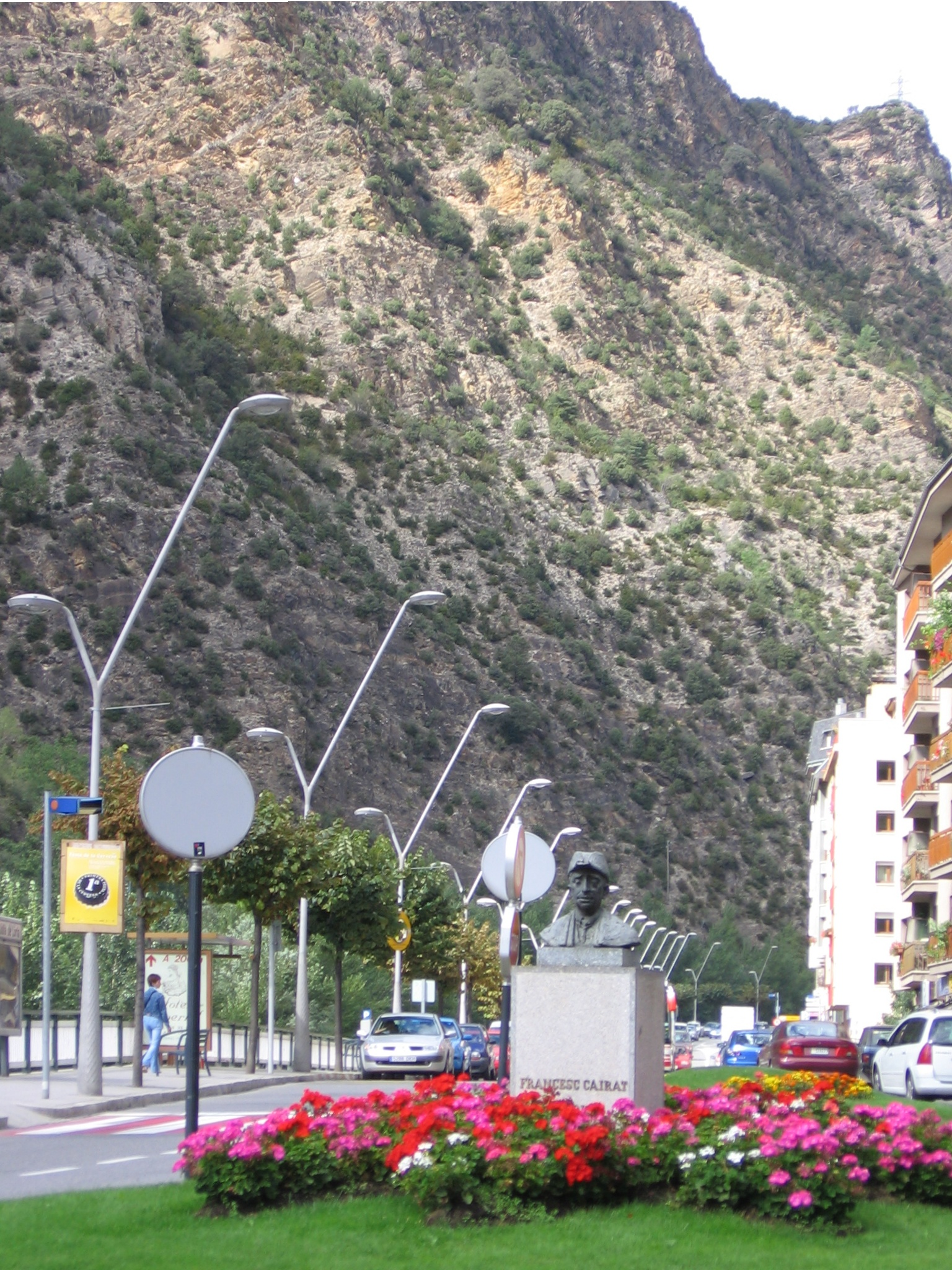
Statue de Francesc Cairat dans une rue de la ville.

La paroisse de Sant Julià de Lòria est occupée depuis la préhistoire et abrite deux des principaux sites préhistoriques de la principauté : la Balma de la Margineda (à la frontière avec la paroisse d'Andorre-la-Vieille) et la Feixa del Moro. Ce dernier site est d'ailleurs l'un des sites néolithiques les plus importants des Pyrénées,.

## Transports en commun
La paroisse est desservie par les lignes 1 et Bus Exprés en journée, et la nuit en fin de semaine par la ligne Bn1, du réseau de transport en commun national.

## Politique et administration

### Liste des consuls majeurs
| Période                                  | Période  | Identité                  | Étiquette | Qualité |
| ---------------------------------------- | -------- | ------------------------- | --------- | ------- |
| 1995                                     | 1999     | Josep Miquel Vila Bastida | AND       |         |
| 1999                                     | 2003     | J.Pujal Areny             | UL        |         |
| 2003                                     | 2007     | Josep Pintat Santolaria   | UL        |         |
| 2007                                     | 2011     | Josep Pintat Santolaria   | UL        |         |
| 2011                                     | 2015     | Montserrat Gil Torné      | UL        |         |
| 2015                                     | 2019     | Josep Miquel Vila Bastida | LC        |         |
| 2019                                     | 2023     | Josep Majoral Obiols      | TV        |         |
| 2023                                     | En cours | Cerni Cairat Perrigault   | Concorde  |         |
| Les données manquantes sont à compléter. |          |                           |           |         |

### Conseil communal
|                          |                                                                         |       |       |       |        |               |  |  |  |
| Liste                    | Liste                                                                   | Voix  | %     | +/-   | Sièges | +/-           |  |  |  |
|                          | Réveillez-vous Laurèdia (Concorde)                                      | 1 357 | 53,26 | 12,61 | 9      | 6             |  |  |  |
|                          | Union laurediana + Démocrates + Action + Indépendants                   | 1 047 | 41,09 | 7,49  | 3      | 6             |  |  |  |
|                          | Pour Sant Julià (Parti social-démocrate + Social-démocratie et progrès) | 144   | 5,65  | 5,12  | 0      | en stagnation |  |  |  |
|                          |                                                                         |       |       |       |        |               |  |  |  |
| Votes valides            | Votes valides                                                           | 2 548 | 94,41 |       |        |               |  |  |  |
| Votes blancs             | Votes blancs                                                            | 114   | 4,22  |       |        |               |  |  |  |
| Votes nuls               | Votes nuls                                                              | 37    | 1,37  |       |        |               |  |  |  |
| Total                    | Total                                                                   | 2 699 | 100   | –     | 12     | en stagnation |  |  |  |
| Abstentions              | Abstentions                                                             | 1 860 | 40,80 |       |        |               |  |  |  |
| Inscrits / participation | Inscrits / participation                                                | 4 559 | 59,20 |       |        |               |  |  |  |

## Population et société

### Manifestations locales et festivités
- La fête patronale a lieu le 7 janvier.;
- La festa major se tient le dernier dimanche de juillet.

### Sports
Clubs
- Unió Esportiva Sant Julià
- CE Benito

Équipements
- L'Estadi Comuna d'Aixovall, d'une capacité de 1 800 places ;
- La station de ski de fond de La Rabassa.

## Culture locale et patrimoine

### Lieux et monuments
- Église Sant Julià i Sant Germà de Lòria, église paroissiale
- Église Sant Pere d'Aixirivall
- Église Sant Miquel de Fontaneda
- Église Sant Esteve de Juberri
- Église Sant Martí de Nagol
- Église Sant Serni de Nagol
- Chapelle Sant Romà d'Auvinyà
- Sanctuaire de Canòlich
- Pont nou de la Margineda
- Musée du tabac.

### Personnalités liées à la paroisse
- Josep Pintat-Solans (1925-2007) : homme politique né à Sant Julià de Lòria ;
- Sergi Mas (1930-) : artiste vivant à Sant Julià de Lòria ;
- Òscar Ribas Reig (1936-) : entrepreneur et homme politique né à Sant Julià de Lòria ;
- Albert Pintat Santolària (1943-) : homme politique né à Sant Julià de Lòria ;
- Marc Forné Molné (1946-) : homme politique né à Sant Julià de Lòria ;
- Ferran Mirapeix Lucas (1957-) : homme politique ancien conseiller communal de Sant Julià de Lòria ;
- Gilbert Saboya Sunyé (1955-) : homme politique né à Sant Julià de Lòria ;
- Josep Ayala (1980-) : footballeur né à Sant Julià de Lòria.

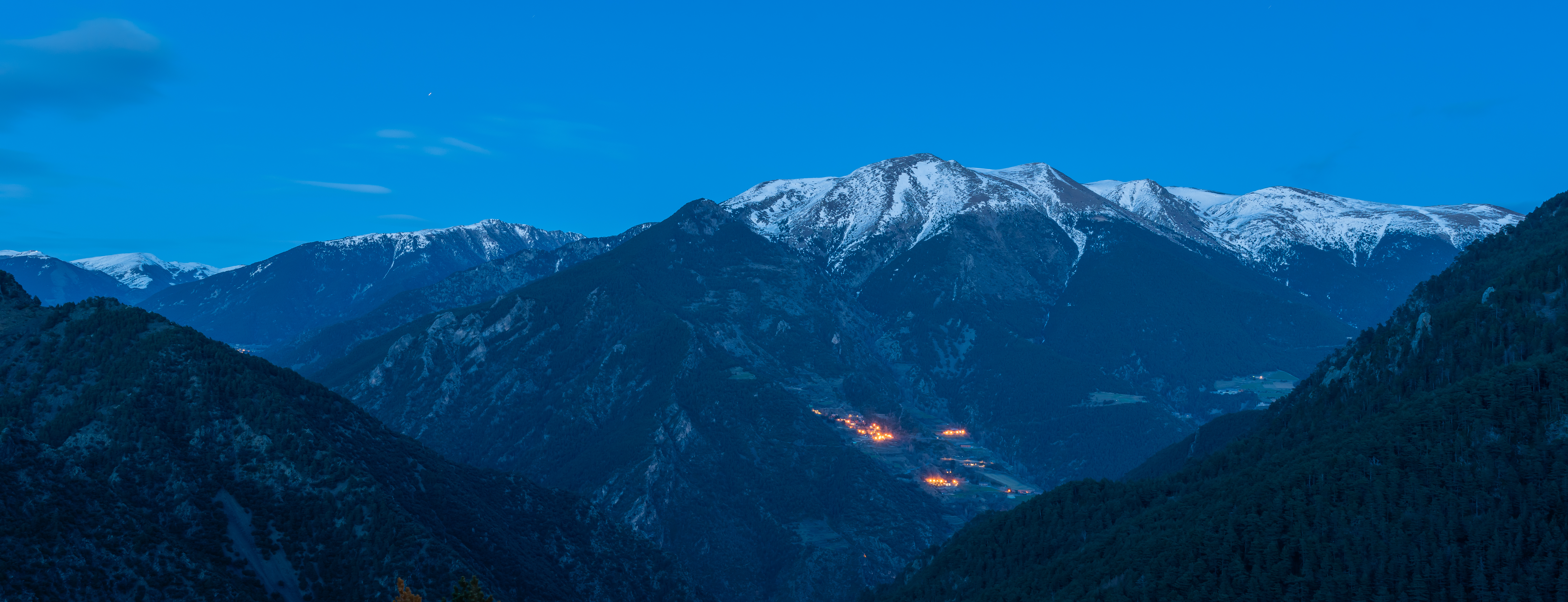
Les Pyrénées, depuis le village de Canòlic à Sant Julià de Lòria. La pointe, qui parait arrondie, effacée à droite de l'image au milieu de ce qui parait être le sommet le plus haut dans le ciel et le bord de la pente sombre, est le Pic Negre d'Envalira. Avril 2022.